# Герман, Борис Ильич
Бори́с Ильи́ч Ге́рман (род. 17 января 1961, Дубоссары) — политический деятель Приднестровской Молдавской Республики (ПМР). Депутат Верховного совета Приднестровской Молдавской Республики VII созыва.

## Биография
Борис Герман родился 17 января 1961 года в городе Дубоссары в семье рабочих. 
С 1968 по 1978 год учился в Дубоссарской русской средней школе № 2.
С 1978 по 1983 год обучался в Новочеркасском политехническом институте. Получил квалификацию инженер-электрик по специальности «Электрические станции». Окончил военную кафедру института по специальности штурман военно-транспортной авиации.
С 1983 по 1986 год проходил службу в Приморском крае в 444-м тяжёлом бомбардировочном авиационном полку Дальней авиации СССР в качестве военного штурмана на самолётах Ту-16.  
С февраля 1987 года работал на Дубоссарской ГЭС. С 1987 по 1991 год — электромонтёр Главного щита управления ГЭС. С 1991 по 1993 год — заместитель начальника Дубоссарской ГЭС по оперативной работе. С 1993 по 2007 год — главный инженер Дубоссарской ГЭС. С 2007 по 2014 год — директор ГУП Дубоссарская ГЭС. С 2017 года — директор ГУП Дубоссарская ГЭС.
Дважды в 1988 и 2005 годах избирался депутатом Совета народных депутатов Дубоссарского района и города Дубоссары.
В 2017 году стал первым заместителем министра — начальником Главного управления промышленности и энергетики Министерства промышленности и регионального развития ПМР.
В 2020 году избран депутатом Верховного совета Приднестровской Молдавской Республики VII созыва. 

## Награды
- Медаль «За трудовую доблесть»;
- Медаль «За отличие в труде»;
- Орден «Трудовая слава».